# Aeroporto di Rotterdam
L'aeroporto di Rotterdam (IATA: RTM, ICAO: EHRD) (in olandese: Vliegveld Zestienhoven), commercialmente noto con il nome di Rotterdam The Hague Airport, è un aeroporto olandese situato a 7,5 chilometri a nord nord ovest della città di Rotterdam, nella provincia dell'Olanda Meridionale. È il terzo aeroporto olandese per traffico passeggeri dopo quelli di Amsterdam-Schipol ed Eindhoven.

## Storia
Rotterdam disponeva di un aeroporto in località Waalhaven che fu completamente distrutto durante il bombardamento di Rotterdam del 1940. Dopo la fine della seconda guerra mondiale, per decongestionare l'allora unico scalo olandese (quello di Amsterdam-Schipol) si decise di procedere alla costruzione di un nuovo aeroporto a nord della città. I lavori cominciarono nel 1955 e l'infrastruttura venne aperta l'anno seguente.
Nel 2010 il nome dello scalo è stato modificato in Rotterdam The Hague Airport (aeroporto di Rotterdam-L'Aia).

## Collegamenti
L'aeroporto è il capolinea di due linee di autobus: la linea 33 collega lo scalo con la stazione di Rotterdam Centraal attraversando il quartiere di Overschie mentre tramite la linea 50 si arriva alla stazione Meijersplein della metropolitana di Rotterdam distante poco meno di 2 km.
Con il mezzo privato l'infrastruttura è facilmente raggiungibile dall'A13, l'autostrada che collega L'Aia a Rotterdam.